# Віїлор
Віїлор (рум. Viilor) — село у повіті Муреш в Румунії. Адміністративно підпорядковане місту Сігішоара.
Село розташоване на відстані 224 км на північний захід від Бухареста, 39 км на південний схід від Тиргу-Муреша, 110 км на південний схід від Клуж-Напоки, 89 км на північний захід від Брашова.

## Населення
За даними перепису населення 2002 року у селі проживала 121 особа.
Національний склад населення села:
| Національність | Кількість осіб | Відсоток |
| -------------- | -------------- | -------- |
| румуни         | 85             | 70,2%    |
| угорці         | 36             | 29,8%    |

Рідною мовою назвали:
| Мова      | Кількість осіб | Відсоток |
| --------- | -------------- | -------- |
| румунська | 85             | 70,2%    |
| угорська  | 36             | 29,8%    |